# Polikarp (Chrisikos)
Polikarp, imię świeckie Polikarpos Chrisikos (ur. 1933 w Aulidzie, zm. 13 października 2018) – grecki duchowny prawosławny, od 2010 biskup pomocniczy Aten ze stolicą tytularną w Tanagrze.

## Życiorys
Święcenia diakonatu przyjął w 21 listopada 1959, a prezbiteratu dwa dni później. Chirotonię biskupią otrzymał 22 maja 2010.